# Parafia Najświętszej Maryi Panny Wniebowziętej w Wietrzychowicach
Parafia pw. Najświętszej Maryi Panny Wniebowziętej w Wietrzychowicach – parafia rzymskokatolicka znajdująca się w diecezji tarnowskiej w dekanacie Radłów. Erygowana w XIII wieku. Mieści się pod numerem 35. Prowadzą ją księża diecezjalni. Obecnie proboszczem jest ks. Jacek Walczyk.

## O parafii
Parafia w Wietrzychowicach powstała prawdopodobnie w XIII w. Pierwsza wzmianka o istnieniu parafii pojawia się w 1326 r. Pierwszy kościół parafialny, drewniany pw. św. Leonarda wzmiankowany jest w 1596 r. następny kościół (drewniany) pw. Wniebowzięcia NMP powstał w 1779 r. i przetrwał do r. 1917, kiedy został rozebrany ze względu na odniesione liczne uszkodzenia w 1915 r. przez działania wojenne. Obecny kościół parafialny Wniebowzięcia NMP powstał w latach 1917-24. Świątynię parafialną konsekrował bp pomocniczy tarnowski Karol Pękala w 1954 r.

## Proboszczowie parafii
- ks. Józef Banasiewicz, 1776
- ks. Andrzej Fahl, 1776–1826
- ks.Tomasz Sieprawski, 1826–1855
- ks. Michał Smoleń, 1855–1885
- ks. Jan Pilch, 1885–1912
- ks. Józef Lasak, 1912–1929
- ks. Jan Wilkiewicz, 1929–1935
- ks. Jakub Opoka, 1935–1965
- ks. Jakub Dudek, 1965–1996
- ks. Kazimierz Borczewski, 1996–2018
- ks. Ireneusz Nieznal, 11.08.2018 – 10.08.2024
- ks. Jacek Walczyk, 10.08.2024 – obecny proboszcz

źródło: